# Cabery
Cabery és una població dels Estats Units a l'estat d'Illinois. Segons el cens del tenia 263 habitants.

## Demografia
Segons el cens del 2000, Cabery tenia 263 habitants, 99 habitatges, i 70 famílies. La densitat de població era de 290,1 habitants/km².
Dels 99 habitatges en un 34,3% hi vivien nens de menys de 18 anys, en un 57,6% hi vivien parelles casades, en un 8,1% dones solteres, i en un 28,3% no eren unitats familiars. En el 23,2% dels habitatges hi vivien persones soles el 13,1% de les quals corresponia a persones de 65 anys o més que vivien soles. El nombre mitjà de persones vivint en cada habitatge era de 2,66 i el nombre mitjà de persones que vivien en cada família era de 3,13.
Per edats la població es repartia de la següent manera: un 29,3% tenia menys de 18 anys, un 5,7% entre 18 i 24, un 30,8% entre 25 i 44, un 19,8% de 45 a 60 i un 14,4% 65 anys o més.
L'edat mediana era de 35 anys. Per cada 100 dones de 18 o més anys hi havia 87,9 homes.
La renda mediana per habitatge era de 37.000 $ i la renda mediana per família de 39.375 $. Els homes tenien una renda mediana de 36.719 $ mentre que les dones 21.250 $. La renda per capita de la població era de 14.839 $. Aproximadament el 7,8% de les famílies i l'11,6% de la població estaven per davall del llindar de pobresa.

## Poblacions més properes
El següent diagrama mostra les poblacions més properes.